# The Piass
The PIASS (妃阿甦 piasu?) es una banda indie japonesa, considerada una de las más antiguas dentro de la escena Visual kei.
Durante su historia de más de 25 años han alcanzado una gran popularidad, pero siempre han permanecido como grupo indie, esto seguramente por la cantidad de tragedias que han ocurrido a lo largo de su trayectoria. El estilo musical de su conformación actual es una mezcla de Metal y Punk, donde el sonido varía entre algo melodioso y un rock bastante agresivo, pero durante su carrera han abarcado distintos estilos, al principio interpretaban una mezcla de gótico, pop y rock comparable a la revolución de Rouage.
En cuanto a la estética del grupo siempre se ha mostrado una atracción por el color rojo, esto se hace notar siempre en sus escenarios, sesiones de fotos y portadas de sus discos. Sin embargo de vez en cuando usan una apariencia más típica Visual kei, usando ropas de cuero o PVC.
La banda consta de cuatro miembros, dos de los cuales son colaboradores y solo un miembro del original PIASS, debido a la muerte de tres integrantes de la primera conformación de la banda.

## Biografía

### Primer periodo (1990 - 1997)
La banda fue formada en 1990, Provenientes de  Sapporo, capital de la prefectura de Hokkaidō. Los integrantes de la primera formación fueron:  Chihiro (vocalista), Takayuki (guitarrista), Yoshio (bajista) y Hiroshi (baterista). Pero poco tiempo después Chihiro abandona la banda y es remplazado por Takashi, quien tampoco permaneció mucho tiempo en la banda, y cantó solo para el primer demo-tape titulado "The PIASS". Tras eso, Chihiro volvió a cantar con el grupo.
Con la conformación completa, la banda empezó a ser notada en la escena musical. Sin embargo poco se sabe acerca de lo que hizo el grupo durante los 3 primeros años, a excepción de un evento en el que participaron durante el año 1990.
Fue en febrero de 1993 cuando aparecen por primera vez en un ómnibus, Braintrash (en el cual también participa la banda Malice Mizer), Posteriormente, publicaron nuevos temas en otros ómnibus lanzados por Anarchist Records , sello con el cual firmaron su primer contrato.
En 1995, lanzaron su primer álbum "Ryouki Kousatsu Chissoku-Shi" (猟奇絞殺窒息死), tomándose lugar en la lista de los diez mejores del ranking Oricon Indies.
Para entonces todo marchaba bien en el grupo, hasta que el 25 de octubre de ese mismo año The PIASS cesa sus actividades por la trágica muerte de dos de sus miembros, Chihiro y Hiroshi, durante la grabación de un PV, luego de caer desde un puente a 20 metros de altura, su muerte se convirtió en un misterio que sostuvo distintas versiones entre los fanes, algunos lo atribuyeron a un suicidio colectivo, debido a que estaban atados juntos cuando cayeron, pero otros dijeron que fue simplemente un accidente razón de un peligroso truco que intentaban hacer.
En 1996, aunque aún estaban detenidas las actividades del grupo, su sello discográfico Anarchist Records publica 2 canciones más de la banda. 
Un año más tarde, ocurre una segunda tragedia, Yoshio, muere a causa de suicidio, aunque las razones son desconocidas, también se habló de distintas especulaciones, incluso algunos fanes concluyen que él también murió durante la grabación del PV, lo que reforzó la idea de un suicidio colectivo.

### Segundo periodo (1998 - 2006)
El 25 de octubre de 1998, Exactamente 3 años después del cese de sus actividades, Takayuki comienza a reformar la banda. Kirala (Ex-SlumJunkie), se convierte en el nuevo Vocalista, Ruiji (Ex-Mazohysteria),  el nuevo bajista y por último Shizuki como baterista. 
En 1999 publican su segundo demo tape titulado "Fat Fetishism" el que fue seguido por el lanzamiento del álbum "Piass". Además cambian la escritura del nombre del grupo, cuyo último kanji 甦 significa Resurrección. 
Al año siguiente publican su primer maxisencillo "Geki ka kyosa" seguido por el sencillo "Akinazuna ~akinazuna~". 
Durante febrero de 2002, Kirala desaparece y para el 3 de marzo anuncian oficialmente su separación del grupo. 
Debido a que el grupo no quería buscar un nuevo vocalista, Takayuki se convierte en la voz del grupo, quien al mismo tiempo era el guitarrista de todos los lanzamientos de ∀NTI FEMINISM. Aun así, poco tiempo después el grupo congela sus lanzamientos, siendo el único la presencia de un tema en el ómnibus "Anarchist Records IV" que se publicó en mayo del 2002.
Desde septiembre de 2004 THhe PIASS comienza a organizar su propio evento llamado hiaso kantou shuukai que se traduce como La Reunión de Japón del Este de PIASS el cual se celebraba cada mes en Tokio. Además también se llevó a Osaka cambiándole el nombre a hiaso osaka shuukai en donde participaron muchas de las bandas Indies más famosas como: GHOST, Kinarura, CalorZe y THE DEAD P☆P STARS.
En 2006, luego del lanzamiento de su nuevo sencillo "Kansensho Paranoia" con Takayuki como vocalista, Shizuki y Ruiji abandonan la banda.

### Tercer periodo (2007-presente)
En 2007, tras haber pasado un tiempo sin saberse nada sobre la banda, se anuncia la integración de un nuevo vocalista: Tetsuya, que junto a Takayuki publican 1 DVD y 2 Maxi-Singles: "Dolei" y una extensión del mismo.
La banda se hizo con fama en Alemania y Francia debido a un reportaje hecho en el canal de TV bilingüe ARTE, que incluyó varias escenas en vivo y una entrevista con el grupo.
Takayuki siguió trabajando en varios proyectos en paralelo con THE PIASS como ∀NTI FEMINISM, además de un proyecto que tuvo con Kaya (Hagakure).

## Formación
- Guitarra : Takayuki
- Vocalista : Tetsuya
- Guitarra : Junichi Nakamura [Colaborador]
- Batería : Enkai Junji [Colaborador]

Exmiembros:
- Vocalista : Takashi [abandono : 1993]
- Vocalista : Chihiro [difunto : 1995]
- Batería : Hiroshi [difunto : 1995]
- Bajo : Yoshio [difunto : 1997]
- Vocalista : Kirala [abandono : 2002]
- Batería : Shizuki (Miura-Kaigan) [abandono : 2007]
- Bajo : Ruiji [abandono : 2007]

## Discografía
Álbumes
- Ryouki Kousatsu Chissoku-Shi (1995)
- Piass (1999)

Maxi sencillos
- Geki ka kyosa (2000)
- Dolei (2007)
- Dolei-2ndpress- (2007)

Sencillos
- Easy Trik (2000)
- Discrimination (2001)
- Despair (2001)
- Akinazuna ~akinazuna~ (2001)
- Kansensho Paranoia (2006)

Álbumes en DVD
- Shiikumousou (2006)
- Shiikumousou+kansensyoParanoia (2007)
- SM (2008)

Demos
- The Piass (1993)
- Fat Fetishism (1999)